# Oslad
Oslad (lat. Polypodium), rod listopadnih, poluzimzelenih i vazdazelenih trajnica, papratnica u porodici Polypodiaceae i redu Polypodiales. Priznato je šezdesetak vrsta.
U Hrvatskoj postoje četiri vrste, to su južnjačka (P. cambricum) i slatka ili obična oslad (Polypodium vulgare), P. interjectum i hibrid P. x mantoniae.

## Vrste
1. Polypodium abitaguae Hook.
2. Polypodium aequale Maxon
3. Polypodium alavae A.R.Sm.
4. Polypodium amorphum Suksd.
5. Polypodium appalachianum Haufler & Windham
6. Polypodium arcanum Maxon
7. Polypodium × aztecum Windham & Yatsk.
8. Polypodium californicum Kaulf.
9. Polypodium calirhiza S.A.Whitmore & A.R.Sm.
10. Polypodium cambricum L.
11. Polypodium castaneum Maxon ex Tejero
12. Polypodium chiapense A.M.Evans & A.R.Sm.
13. Polypodium chionolepis Sodiro
14. Polypodium chirripoense Lellinger
15. Polypodium christensenii Maxon
16. Polypodium colpodes Kunze
17. Polypodium conterminans Liebm.
18. Polypodium diplotrichum Mickel & Beitel
19. Polypodium eatonii Baker
20. Polypodium echinolepis Fée
21. Polypodium ensiforme Thunb.
22. Polypodium eperopeutes Mickel & Beitel
23. Polypodium exsul Mett.
24. Polypodium fauriei Christ
25. Polypodium fissidens Maxon
26. Polypodium flagellare Christ
27. Polypodium × font-queri Rothm.
28. Polypodium fraternum Schltdl. & Cham.
29. Polypodium glycyrrhiza D.C.Eaton
30. Polypodium haitiense Urb.
31. Polypodium hesperium Maxon
32. Polypodium hispidulum Bartlett
33. Polypodium × huancayanum G.Kunkel
34. Polypodium × incognitum Cusick
35. Polypodium interjectum Shivas
36. Polypodium kamelinii Shmakov
37. Polypodium kunzeanum C.Chr.
38. Polypodium liebmannii C.Chr.
39. Polypodium longipetiolatum Brade
40. Polypodium macaronesicum A.E.Bobrov
41. Polypodium × mantoniae Shivas
42. Polypodium martensii Mett.
43. Polypodium moricandii Mett.
44. Polypodium moritzianum Link
45. Polypodium otites L.
46. Polypodium oxylepis C.Chr.
47. Polypodium pellucidum Kaulf.
48. Polypodium pinnatissimum R.C.Moran
49. Polypodium plectolepidioides Rosenst.
50. Polypodium plesiosorum Kunze
51. Polypodium pleurosorum Kuntze
52. Polypodium praetermissum Mickel & Tejero
53. Polypodium puberulum Schltdl. & Cham.
54. Polypodium quitense Baker
55. Polypodium rhodopleuron Kunze
56. Polypodium riograndense Lindm.
57. Polypodium × rothmaleri Shivas
58. Polypodium ryanii Kaulf.
59. Polypodium saximontanum Windham
60. Polypodium × schneideri G.Schneid.
61. Polypodium scouleri Hook. & Grev.
62. Polypodium sibiricum Sipliv.
63. Polypodium subpetiolatum Hook.
64. Polypodium trinitense Jenman
65. Polypodium ursipes Moritz
66. Polypodium × vianei Shmakov
67. Polypodium virginianum L.
68. Polypodium vulgare L.